# Pseudotramea prateri
Pseudotramea prateri is een libellensoort uit de familie van de korenbouten (Libellulidae), onderorde echte libellen (Anisoptera).
De soort staat op de Rode Lijst van de IUCN als onzeker, beoordelingsjaar 2010.
De wetenschappelijke naam Pseudotramea prateri is voor het eerst geldig gepubliceerd in 1920 door Fraser.